# 1. deild islandzka w piłce nożnej (1991)
Sezon 1991 był 80. sezonem o mistrzostwo Islandii. Drużyna Fram nie obroniła tytułu mistrzowskiego, zdobył go natomiast zespół Víkingur Reykjavík, zdobywając trzydzieści siedem punktów w osiemnastu meczach. Po sezonie spadły zespoły Stjarnan i Víðir Garður.

## Drużyny
Po sezonie 1990 z ligi spadły zespoły Þór Akureyri i Akraness, z 2. deild awansowały natomiast drużyny Víðir Garður i Breiðablik.
| Uczestnicy poprzedniej edycji                                                                                 | Uczestnicy poprzedniej edycji | Uczestnicy poprzedniej edycji | Uczestnicy poprzedniej edycji |
| --- | ----------------------------- | ----------------------------- | ----------------------------- |
| FRA | Fram                          | 1                             |                               |
| KRE | KR                            | 2                             |                               |
| ÍBV | ÍB Vestmannaeyja              | 3                             |                               |
| VAL | Valur                         | 4                             |                               |
| STJ | Stjarnan                      | 5                             |                               |
| FH | FH                            | 6                             |                               |
| VÍR | Víkingur Reykjavík            | 7                             |                               |
| KA | KA Akureyri                   | 8                             |                               |
| Awans z 2. deild                                                                                              |                               |                               |                               |
| VGA | Víðir Garður                  | 1                             |                               |
| BRE | Breiðablik                    | 2                             |                               |
| Oznaczenia: - kolumna pierwsza – skróty nazw drużyn, - kolumna trzecia – miejsce zajęte w poprzednim sezonie. |                               |                               |                               |

## Tabela
| Lp. | Drużyna                | M  | Z  | R | P  | Bramki | Bramki | Różn. | Pkt | Uwagi                                    |
| --- | ---------------------- | -- | -- | - | -- | ------ | ------ | ----- | --- | ---------------------------------------- |
| 1   | Víkingur Reykjavík (M) | 18 | 12 | 1 | 5  | 36     | 21     | +15   | 37  | Liga Mistrzów UEFA • I runda             |
| 2   | Fram                   | 18 | 11 | 4 | 3  | 29     | 15     | +14   | 37  | Puchar UEFA • 1/32 finału                |
| 3   | KR                     | 18 | 8  | 4 | 6  | 34     | 18     | +16   | 28  |                                          |
| 4   | Valur                  | 18 | 8  | 2 | 8  | 30     | 24     | +6    | 26  | Puchar Zdobywców Pucharów • 1/16 finału1 |
| 5   | Breiðablik             | 18 | 7  | 5 | 6  | 26     | 27     | −1    | 26  |                                          |
| 6   | KA Akureyri            | 18 | 7  | 4 | 7  | 21     | 23     | −2    | 25  |                                          |
| 7   | ÍB Vestmannaeyja       | 18 | 7  | 3 | 8  | 28     | 36     | −8    | 24  |                                          |
| 8   | FH                     | 18 | 6  | 4 | 8  | 26     | 32     | −6    | 22  |                                          |
| 9   | Stjarnan (S)           | 18 | 4  | 6 | 8  | 23     | 27     | −4    | 18  | Spadek do 2. deild                       |
| 10  | Víðir Garður (S)       | 18 | 2  | 3 | 13 | 17     | 47     | −30   | 9   | Spadek do 2. deild                       |

## Wyniki
| Gospodarz \ Gość   | BRE | FRA | FH  | KA  | KRE | STJ | VAL | ÍBV | VÍR | VGA |
| Breiðablik         |     | 1:1 | 1:0 | 2:0 | 1:1 | 0:2 | 2:3 | 2:1 | 1:2 | 0:0 |
| Fram               | 3:3 |     | 2:1 | 2:1 | 1:0 | 1:0 | 0:1 | 3:0 | 0:2 | 4:0 |
| FH                 | 1:3 | 1:3 |     | 0:2 | 2:0 | 2:0 | 3:1 | 1:1 | 2:4 | 4:0 |
| KA Akureyri        | 3:1 | 1:1 | 2:1 |     | 3:2 | 1:0 | 1:0 | 2:3 | 0:1 | 1:1 |
| KR                 | 4:0 | 2:2 | 0:0 | 1:0 |     | 1:1 | 0:1 | 1:0 | 1:2 | 7:1 |
| Stjarnan           | 0:1 | 1:0 | 2:2 | 1:1 | 0:1 |     | 0:3 | 3:2 | 3:4 | 1:1 |
| Valur              | 2:2 | 0:1 | 8:1 | 3:1 | 0:3 | 2:2 |     | 1:2 | 1:0 | 0:2 |
| ÍB Vestmannaeyja   | 3:2 | 0:1 | 2:2 | 3:0 | 3:2 | 1:1 | 2:1 |     | 1:3 | 2:0 |
| Víkingur Reykjavík | 0:2 | 0:2 | 0:1 | 0:0 | 1:4 | 4:1 | 1:0 | 6:0 |     | 3:1 |
| Víðir Garður       | 1:2 | 1:2 | 1:2 | 1:2 | 0:4 | 0:5 | 1:3 | 5:2 | 1:3 |     |

Źródło:  (ang.)
Objaśnienia:
1Drużyna gospodarzy jest wymieniona po lewej stronie tabeli.
Kolory: zielony – zwycięstwo gospodarzy, żółty – remis, różowy – zwycięstwo gości.

## Najlepsi strzelcy
| Bramki | Strzelcy                 | Drużyna            |
| ------ | ------------------------ | ------------------ |
| 13     | Hörður Magnússon         | FH                 |
| 13     | Guðmundur Steinsson      | Víkingur Reykjavík |
| 12     | Leifur Geir Hafsteinsson | ÍB Vestmannaeyja   |
| 11     | Jón Erling Ragnarsson    | Fram               |
| 10     | Atli Eðvaldsson          | KR                 |
| 9      | Steindór Elísson         | Breiðablik         |
| 7      | 3 zawodników             | 3 zawodników       |
| 6      | 3 zawodników             | 3 zawodników       |